# Laura Kuske
Laura Kuske (Neumarkt in der Oberpfalz, 19 november 2002) is een Duits handbalster die als keepster uitkomt voor Buxtehuder SV.

## Biografie
Kuske begon met handballen bij DJK SV Berg. In 2014 maakte ze de overstap naar ESV 1927 Regensburg. Drie jaar later werd Kuske opgepikt door Thüringer HC, dat actief is in de Bundesliga. In 2018 werd ze uitgeroepen tot beste keepster van de nationale beker. Voorafgaande aan het seizoen 2020/21 tekende Kuske haar eerste profcontract bij Thüringer HC. In het seizoen 2022/23 wist ze met haar club de tweede plaats in de Bundesliga te behalen. Kuske kwam tot 74 Bundesligawedstrijden, 7 bekerwedstrijden en 18 Europa League-optredens in het shirt van Thüringer HC. In de zomer van 2023 maakte ze de overstap naar competitiegenoot Buxtehuder SV.

## Privé
Kuske ging naar het Pierre-de-Coubertin-Gymnasium in Erfurt, waar ze in 2023 haar diploma wist te behalen.